# Фразеологизми
Фразеологизми су устаљене језичке јединице састављене од најмање две речи које имају јединствено значење.
Осим што проучава посебну (индивидуалну) реч као основна језичка јединица именовања, лексикологија проучава и сложенију устављену језичку јединицу, устаљени скуп од две или више речи, који се назива фразеологизам (Ахилова пета, царски рез, кад на врби роди грожђе...).
За такве скупове речи, осим термина фразелогизам, код нас се употребљавају и термини: фразеолошка јединица, идиом и идиоматски израз. Сви такви скупови речи чине Фразеологију српског језика, а и део је лексикологије који их проучава назива се Фразеологија (од грчке речи phrasis - израз, говорни обрт; logos - учење, наука).
Да би скуп речи чинио фразеологизам мора да испуњава следећа 3 захтева: 
- мора бити устаљен, што значи да мора бити употребљаван у истом распореду делова који чине тај скуп;
- мора имати сложену структуру, што значи да мора бити састављен од најмање две речи;
- мора имати јединствено значење.

## Подела фразеологизма према саставу
По свом саставу (по типу структуре) фразеологизми могу бити:
1. Предлошко-падежне конструкције: (радити) испод жита, (кýпити) испод тезге, (искоренити) до дна, (опљачкати) до голе коже.
2. Синтагме: Ахилова пета, алајбегова слама,(урадити) од а до ш, алфа и омега, немати длаке на језику, обећавати златна брда и долине, гледати као теле у шарена врата, не зна ни две унакрст, навртати воду на своју воденицу, очитати лекцију.
3. Зависне реченице (клаузе): кад на врби роди грожђе (= „никад"), где је Бог рекао лаку ноћ (= „далеко")
4. Реченице са независном структуром: заиграће мечка и пред њиховим вратима... (= „и њима ће се нешто непријатно десити").

## Подела фразеологизма по значењу
По значењу (по семантичком типу)фразеологизми се деле на два типа:
1. Глобални фразеологизми: Сатерати у мишју рупу, Богу иза леђа, очитати лекцију, тј они фразеологизми код којих постоји узајамна зависност међу пунозначним речима који их чине. Само у целини (глобално), на пример, фразеологизам сатерати у мишју рупу значи „надвладати“, „потпуно потиснути“. Када бисмо уместо глагола сатерати употребили глагол отићи, лећи, завирити, већ не бисмо имали исто значење, као што би то било и да уз глагол сатерати употребљена нека друга синтагма (у ров, у кртичју рупу).
2. Компонентни фразеологизми: Обећавати златна брда и долине, не вреди ни пребијене паре, гледати крајем ока говорити на сва уста, тј, они фразеологизми у којима је само један саставни део њихов (једна компонента) носилац фразеолошког значења и то тако што управо он има пренесено значење. У наведеним примерима компонента златна брда и долине има (пренесено, метафоричко) значење „све најлепше“, „много“, компонената ни пребијене паре има значење „нимало“.

## Експресивна страна фразеологизма
Што се експресивна (изражајне) страна фразеологизма тиче, сматра се да је она у томе што је фразеологија обележена природом језичког слоја. Наиме, у књижевном (стандардном) српском језику и фразеологија се раслојава зависно од функционалног стила. Зато нам лексикологија, углавном, даје шест типова фразеологије, као најопштију поделу, додајући јој и једну условну, емоционалноекспресивну, поделу. Тако у стандардном језику постоје следеће фразеологије:
1. Међустилска (интерстилска) фразеологија, неутрална фразеологија - коју чине фразеологизми што се јављају у различитим стиловима књижевног језика, прелазећи из једног у други и у свима њима природни: Мртва тишина, висити у ваздуху, изаћи на светлост дана, играти се ватром ...
2. Књижевна фразеологија из усмених и писаних извора - коју чине фразеолошке јединице преузете из разноврсних списа или предања и које чине традиционални део европске, али и специфичне народне традиције: камен спотицања, буре без дна, обећана земља...
3. Професионална фразеологија - коју чине фразеологизми из различитих струних делатности, спорта, саобраћаја, филма, позоришта, трговине, војне делатности, заната, школске праксе и других, с примерима као што су: добити прелазну оцену, добити зелено светло, кренути пуном паром, подићи завесу, довести до усијања, бити прва виолина...
4. Научна фразеологија - коју чине фразеологизми у различитим наукама: (ставити) знак једнакости, (дићи) на куб, (имати) специфичну тежину, вишак вредности...
5. Административно - правна фразеологија - коју чине фразеологизми стручних области које теже да у највећој мери прецизирају односе у друштву, у држави: (платити) на име таксе, ставити од акта, ставити на дневни ред, извести на оптуженичку клупу...
6. Разговорна фразеологија - коју чине фразеологизми из језика свакодневног комуницирања у различитим животним приликама. Ова фразеологија најчешће емоционално (осећајно) обојена, обележена је ставом говорника - ироничним, шаљивим, добронамерним или злонамерним, или сличним: млати празну сламу, пресипати из шупљег у празно, лупати главом о зид, држати језик за зубима...